# Distrito electoral de Springfield (condado de Sarpy, Nebraska)
Springfield Precinct es una subdivisión territorial del condado de Sarpy, Nebraska, Estados Unidos. Según el censo de 2020, tiene una población de 1501 habitantes.
El estado de Nebraska está dividido en 93 condados. De ese total, unos pocos se dividen en townships y la mayoría se dividen en precintos (precincts), subdivisiones idénticas a los townships pero donde no existe Gobierno municipal. Cuatro condados no tienen municipios ni precintos.
Los datos de los precintos son mantenidos por la Oficina del Censo en coordinación con los Gobiernos de los condados a efectos exclusivamente estadísticos. 

## Geografía
La subdivisión está ubicada en las coordenadas 41°06′26″N 96°08′55″O / 41.10722, -96.14861 (41.107246, -96.148539). Según la Oficina del Censo, tiene una superficie de 4.19 km², correspondientes en su totalidad a tierra firme.

## Demografía
Según el censo de 2020, hay 1501 personas residiendo en la zona. La densidad de población es de 358.23 hab./km². El 94.2% de los habitantes sonblancos, el 0.2% son afroamericanos, el 1.1% son amerindios, el 0.6% son asiáticos, el 0.2% son de otras razas y el 3.7% son de una mezcla de razas. Del total de la población, el 2.8% son hispanos o latinos de cualquier raza.